# Stefania Kudelska

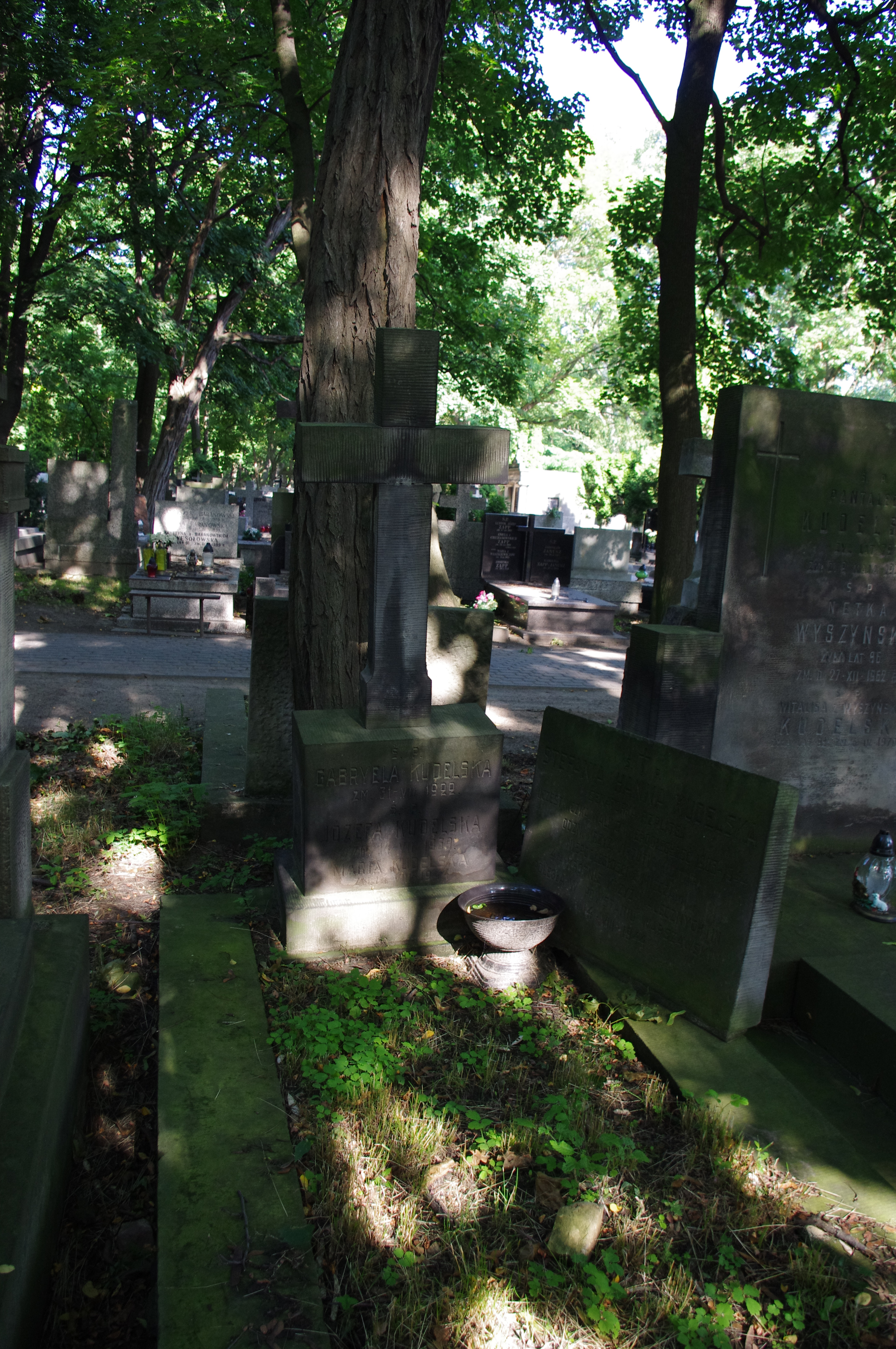
Symboliczny grób Stefanii Kudelskiej na Starych Powązkach w Warszawie

Stefania Jadwiga Kudelska, ps. „Hanna” (ur. 16 sierpnia 1890 w Warszawie, zm. 12 sierpnia 1944 tamże) – posłanka do Sejmu RP V kadencji, senatorka RP IV kadencji, dama Orderu Virtuti Militari, współzałożycielka Przysposobienia Wojskowego Kobiet, członek Prezydium Rady Naczelnej Obozu Zjednoczenia Narodowego w 1939 roku, wolnomularka.

## Życiorys
Była córką Waleriana i Petroneli z domu Orłowska. W latach 1910–1912 była słuchaczką Wyższych Kursów Naukowych i Kursów Pedagogicznych Leontyny Rudzkiej w Warszawie, następnie studiowała nauki przyrodnicze na Uniwersytecie Jagiellońskim w Krakowie. Od lutego 1913 była kierowniczką sekcji w Kole Kobiet Związku Strzeleckiego. Była aktywna w dziale propagandy na terenie Królestwa Kongresowego. Zaangażowała się w działalność Uniwersytetu Ludowego im. Adama Mickiewicza.
W sierpniu 1914 zorganizowała intendenturę dla strzelców w Oleandrach pod Krakowem i etapowe kuchnie żołnierskie w Jędrzejowie. We wrześniu tego roku została przydzielona do oddziału wywiadu 1 pułku piechoty Józefa Piłsudskiego. Była kurierką na tereny pozafrontowe. W 1914 została aresztowana przez władze rosyjskie, a po zwolnieniu w kwietniu wróciła do służby kurierskiej. Od lipca 1915 czynnie działała w Polskiej Organizacji Wojskowej w Warszawie. Pracowała m.in. w kancelarii i archiwum.
Spisała wspomnienia z okresu pracy niepodległościowej. W 2019 zostały wydane przez Muzeum Historii Polski w tomie Kobiety niepodległości. Wspomnienia z lat 1910–1918.
Od września do grudnia 1919 była komendantką okręgu płoskirowskiego POW, a od stycznia 1920 oficerem wywiadu 12 Dywizji Piechoty. Służyła następnie w 6 Armii. Była podporucznikiem Ochotniczej Legii Kobiet. Od lutego 1922 do marca 1923 była urzędniczką Delegatury Rządu RP w Kijowie. Po powrocie do kraju czynnie uczestniczyła w akcji przysposobienia kobiet do obrony kraju. Współzałożyła organizację Przysposobienie Wojskowe Kobiet, była jej instruktorką. Od listopada 1929 roku do października 1935 kierowała referatem WF i PWK w Dowództwie Okręgu Korpusu nr I w Warszawie. Następnie pracowała w Państwowym Urzędzie WF i PW w Wydziale WF i PW Kobiet. W latach 1924–1927 studiowała w Szkole Nauk Politycznych oraz w Studium Pracy Społeczno-Oświatowej Wolnej Wszechnicy Polskiej w Warszawie. Była członkinią Związku Legionistów Polskich, zasiadała we władzach Unii Polskich Związków Obrończyń Ojczyzny.
Była senatorką IV kadencji nominowaną w 1935 przez prezydenta. Pracowała w komisji oświatowej i wojskowej. W 1938 wyniku wyborów w Warszawie została posłanką do Sejmu RP V kadencji. Działała w Radzie Naczelnej Obozu Zjednoczenia Narodowego.
Ewakuowana z Warszawy w wojnie obronnej Polski we wrześniu 1939, znalazła się we Lwowie. Służyła tam pod dowództwem Haliny Wasilewskiej w ochotniczym Kobiecym Batalionie Pomocniczej Służby Wojskowej wchodzącym w skład Lwowskiej Brygady Obrony Narodowej, której organizatorem i dowódcą był płk dypl. F. Polniaszka. Po powrocie do Warszawy pracowała w Radzie Głównej Opiekuńczej oraz jako wiceprzewodnicząca Komitetu Samopomocy Społecznej w Okręgu VIII przy ul. Zagórnej. W konspiracji była referentką w Szefostwie WSK Oddziału Organizacyjnego KG AK. Zginęła w powstaniu warszawskim w zbombardowanym domu przy ul. Leszno.
Jej symboliczny grób znajduje się na Cmentarzu Powązkowskim, kw. 329-2-25.

## Ordery i odznaczenia
- Krzyż Srebrny Orderu Wojskowego Virtuti Militari nr 5976 (17 maja 1922)[5][6][7]
- Krzyż Niepodległości z Mieczami (16 września 1931)[6][7]
- Krzyż Oficerski Orderu Odrodzenia Polski (1938)[6][7]
- Krzyż Walecznych (czterokrotnie[6][7], po raz pierwszy 1921)[8]
- Srebrny Krzyż Zasługi (1927)[6][7]
- Medal Pamiątkowy za Wojnę 1918–1921[7]
- Brązowy Medal za Długoletnią Służbę[7]
- Krzyż Armii Krajowej[7]
- Odznaka „Za wierną służbę” (1916)[6][7]
- Krzyż Polskiej Organizacji Wojskowej (1919)[6][7]
- Krzyż Legionowo-Peowiacki[7]
- Odznaka Komendancka PW[7]